# Миланский технический университет
Миланский технический университет (итал. Politecnico di Milano) — самый крупный технический университет Италии. В университете обучаются около 40 000 студентов. В 2019 году университет занял 16 место в мире среди технических университетов по рейтингу «Top Universities», составленному Times Higher Education. В 2009 году университет был признан итальянскими исследователями лучшим в Италии по таким показателям как научное производство, привлекательность для иностранных студентов.
В июне 2025 года впервые в истории Италии университет попал в Топ 100 университетов по версии QS World University Rankings. В рейтинге Италии 2025 года университет занял 1 место.
В Италии действует всего 3 технических университета (политехникума, Politecnici), которые обучают только инженерным дисциплинам и архитектуре. Они расположены в Милане, Турине и Бари. В разговорной речи, среди студентов их зачастую называют Poli.
Эмблема Миланского технического университета является скетчем на рафаэлевскую фреску «Афинская школа», которая находится в рафаэлевских станцах Папского дворца в Ватикане.

## История

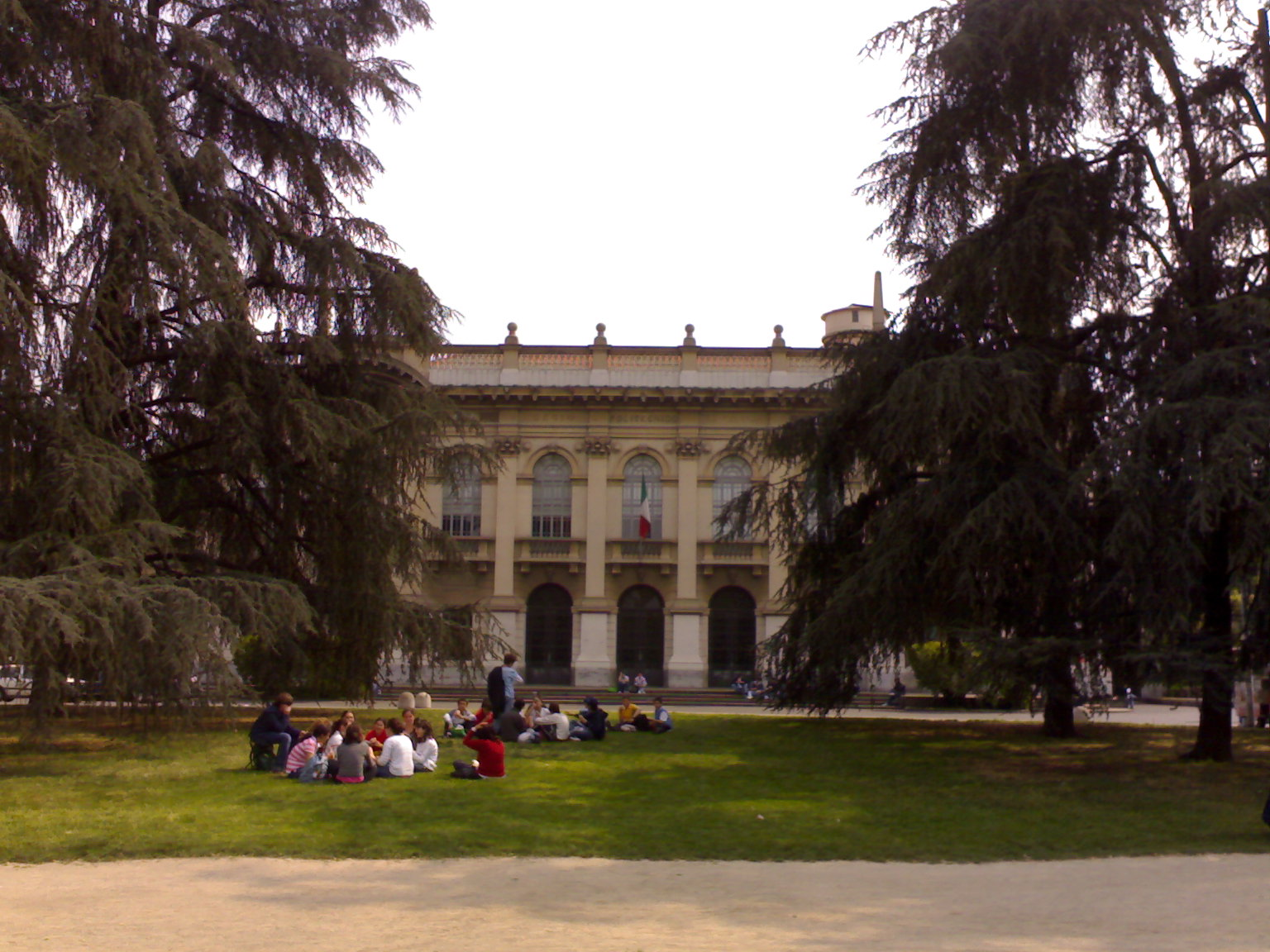
Фасад главного корпуса университета

Университет основан 29 ноября 1863 года и является старейшим в Милане. Первоначально он назывался Istituto Tecnico Superiore (рус. Высший технический институт), располагался в самом сердце города на Виа Сенато (via Senato) и управлялся Франческо Бриоски.
В 1865 году было открыто второе основное направление обучения — архитектура. В 1927 году Политехникум переехал на площадь Леонардо да Винчи, в 3 зону (район) Милана, в квартал, который сейчас называется Citta studi (Город учёбы), где и по сегодняшний день располагаются основные здания университета. В то же время он получил название Regio Politecnico (Королевский Политехникум). Слово Regio было убрано в конце Второй мировой войны, когда Италия была объявлена республикой. Тем не менее следы от букв REGIO, сбитых с фасада основного здания, видны и сейчас.
В 1954 году на базе университета Джино Касинисом и Эрколе Боттани открыт первый в Европе электронный вычислительный центр. В 1963 году Джулио Натта получил Нобелевскую премию по химии за исследования полимеров, в частности полипропилена. В 1977 году в космос был запущен спутник «Сирио», разработанный совместно университетом и несколькими компаниями.
В 1990-х годах университет начал процесс территориального расширения, в результате чего были открыты кампусы в Ломбардии и Эмилье-Романье. В 1993 году открыто обучение промышленному дизайну. В 2000 году создан факультет дизайна с новыми обучающими курсами для студентов и аспирантов, включающими в себя, обучение графике и визуальным эффектам, моде и дизайну интерьера.

## Структура
Университет располагается в 7 основных кампусах в регионах Ломбардия и Эмилия-Романья:
- Кампус Леонардо, расположен на площади Леонардо да Винчи в Милане, действует с 1927 года, первоначальный кампус расширился и на сегодняшний день состоит из различных расположенных рядом меньших кампусов (кампус Леонардо, кампус Бонарди, кампус Клеричетти, кампус Манчинелли, кампус Гран Сассо и кампус Коломбо).
- Кампус Бовиса, расположен в миланском районе Бовиса, действует с 1989 года. Сейчас кампус Бовиса включает в себя кампус Дурандо, открытый в 1994 году, и кампус Ла Маса, открытый в 1997 году.
- Кампус Комо, расположен в Комо, действует с 1987 года.
- Кампус Кремона, расположен в Кремоне, действует с 1987 года.
- Кампус Лекко, расположен в Лекко, действует с начала 1990-х годов.
- Кампус Мантуя, расположен в Мантуе, действует с 1999 года, находится в здании бывшего сиротского приюта, построенного в конце XVIII века архитектором Паоло Поццо.
- Кампус Пьяченца, расположен в Пьяченце, действует с 1997 года, находится в здании бывших казарм, построенных в XVI веке.

### Поступление в университет
Для поступления в университет на базе среднего образования необходимо сдать вступительные тесты, предназначенные для проверки уровня подготовки каждого абитуриента. Основной целью этих тестов является выявление нехватки знаний у желающих поступить и, если таковая имеется, назначения им дополнительных курсов. Только на некоторые специальности количество мест жёстко ограничено, приблизительный максимум мест по каждой специальности устанавливает учёный совет.
Вступительный тест на отделение архитектуры, проектирования и строительства разделён на 5 частей, каждая на одну из следующих общих тем: Логика и общие познания; История; Черчение и графическое представление; Математика и физика; Английский язык. Вступительный тест на любое инженерное отделение, кроме строительного, разделён на 4 части, каждая на одну из следующих общих тем: Английский язык; Логика, математика и статистика; Устное восприятие; Физика.
Поступление в аспирантуру требует законченного высшего образования (национального или международного) и соответствия требованиям специфическим для каждого отделения, например, время затраченное на получение высшего образования или средний балл в дипломе о высшем образовании.
Политехнический университет также предлагает программы подготовки докторов философии (итал. Dottore di Ricerca, англ. Ph.D.), курсы MBA и другие курсы повышения квалификации.

### Организация
Миланский политехнический университет состоит из 17 факультетов:
- Архитектура и проектирование (итал. Architettura e Pianificazione, сокр. DIAP)
- Биоинженерия (итал. Bioingegneria)
- Химия, материалы и инженерная химия имени Джулио Натта (итал. Chimica, Materiali e Ingegneria Chimica "Giulio Natta")
- Электроника и информатика (итал. Elettronica e Informazione, сокр. DEI)
- Электротехника (итал. Elettrotecnica)
- Энергетика (итал. Energetica)
- Физика (итал. Fisica)
- Промышленный дизайн, искусства, коммуникации и мода (итал. Industrial Design, Arti, Comunicazione e Moda, сокр. INDACO)
- Авиационно-космическая техника (итал. Ingegneria Aerospaziale)
- Организация и управление промышленным производством (итал. Ingegneria Gestionale, сокр. DIG)
- Ingegneria Idraulica, Ambientale, Infrastrutture Viarie, Rilevamento, сокр. DIIAR
- Ядерная техника (итал. Ingegneria Nucleare)
- Проектирование зданий и сооружений (итал. Ingegneria Strutturale, сокр. DIS)
- Математика имени Франческо Бриоски (итал. Matematica "Francesco Brioschi")
- Механика (итал. Meccanica)
- Архитектурное проектирование (итал. Progettazione dell’Architettura)
- Scienza e Tecnologie dell’Ambiente Costruito, сокр. BEST

### Образовательная деятельность
Политехникум предлагает обучение на степень бакалавра по 32 специальностям. Среди них есть и онлайн курс по вычислительной технике, первый академический курс в таком формате в Италии. Он полностью эквивалентен традиционной программе обучения по вычислительной технике. Фактически все задания разъясняются на веб-сайте профессорами университета, а выпускные экзамены проходят в кампусе в Комо.
Широкий диапазон учебных курсов соответствует нуждам территории (Ломбардский регион), которая является одной из наиболее промышленно развитых в Европе. Количество студентов достигает приблизительно 38 000, что делает Миланский технический университет самым крупным в Италии в области инженерных дисциплин, архитектуры и промышленного дизайна.
Учебные программы университета зачастую отличаются дополнительными практическими домашними заданиями. Предполагается, что это укрепляет знания, опыт и способности студентов.
Университет участвует в нескольких международных проектах по студенческому обмену и содействует приёму иностранных студентов, предлагая многие курсы на английском языке. Входит в образовательную сеть ENTREE по студенческому обмену среди электротехнических факультетов Европы. Так же является членом сети Top Industrial Managers for Europe (TIME). Сотрудничает с организацией IMCC.
Совместное учреждение Миланского и Туринского технических университетов, Alta Scuola Politecnica, предназначена для юных талантов, которые желают развивать свои междисциплинарные способности для передовых и продвигаемых инноваций, и обучаться параллельно по двухлетним программам магистратуры.

### Библиотечная система
Библиотечная система университета насчитывает более 470 000 единиц хранения во всех библиотеках всех кампусов. Система состоит из Центральных библиотек (среди которых наиважнейшими являются Центральная техническая библиотека и Центральная архитектурная библиотека) и Учебных библиотек, предназначенных для помощи студентам в подготовке к экзаменам. Библиографические сведения зарегистрированные в библиотечной системе можно узнать через поисковый веб-сервер под названием OPAC (аббр. от англ. Online Public Access Catalogue). Осенью 2004 года университет зарегистрировал собственную издательскую торговую марку, «Polipress», созданную в основном для публикации исследований научных сообществ Политехникума. «Polipress» также выпускает бесплатную периодическую газету «Politecnico».

### Научная деятельность
Университет принимает участие в деятельности европейских и международных исследовательских сетях. К примеру, в одном только 2004 году университет инициировал начало или присоединился к участию более чем в 60 крупных многолетних международных научно-исследовательских проектах в рамках European Research framework.
Многие учёные, работающие в Политехникуме, являются обладателями наград и признаны научным сообществом. Среди прочих, наиболее известным, несомненно, является Джулио Натта, единственный итальянец — лауреат Нобелевской премии по химии (1963), возглавляющий факультет Химии, материалов и инженерной химии. К 2005 году множество профессоров университета являлись членами ACM и IEEE.
Миланский политехникум участвует в ассоциациях и консорциумах по прикладным исследованиям, имеет службы для содействия трансферу технологий и продолжения обучения для профессионалов. Университет поддерживает создание коммерческих исследовательских проектов и высокотехнологичных компаний на стадии стартапов для чего создан бизнес-инкубатор под названием «Acceleratore d’Impresa».

## Студенческий быт
Большинство итальянских университетов не предоставляют студентам жилья на кампусе. Миланский технический университет имеет ограниченное количество мест (самое большее 1 000), также имеются соглашения с частными организациями, и в напрямую управляет хостелом на 140 мест для студентов по обмену в рамках программы ERASMUS (студенты из СНГ обучаются по программе TEMPUS). Большинство иногородних студентов либо совершают ежедневные поездки в город, либо арендуют жилье в городе. Обычно 3-4 студента совместно арендуют квартиру, так как арендная плата в городе очень высока.
Кампусы Леонардо и Бовиса покрыты Wi-Fi сетью. Wi-Fi сеть университета состоит из двух сетей: открытой (SSID: polimi) и закрытой (SSID: internet). Студенты могут свободно попасть в сеть polimi, единственной функцией которой является предоставление доступа к веб-сайту университета, где можно запросить сертификат для доступа в сеть internet. Доступ к последней осуществляется по протоколу WPA с использованием EAP-аутентификации и криптографии на основе TKIP. Сеть internet предоставляет доступ ко всем внутренним сетям университета (все сети всех кампусов) и в ограниченной форме к интернету (только HTTP, HTTPS и FTP). Работы по развёртыванию Wi-Fi сети ещё продолжаются, но большая часть кампуса Леонардо уже в зоне покрытия.

### Организации
Интересной частью студенческой жизни являются копировальные центры. В 1970-х появились 2 копировальных центра: CLUP и CUSL (образовался из левых студенческих групп, позднее на базе католических консервативных студентов), как попытка студентов решить их собственные проблемы (такие как стоимость учебников и совместное использование конспектов лекций). Они были единственными копировальными центрами на территории университета до тех пор пока в 2001 году CLUP не переехал. Они являются важной  частью студенческой жизни по историческим и политическим причинам, тогда как в нынешнее время есть много альтернативных средств в университетском районе Citta Studi.
Широко известная структура ISU (общий термин, которым в итальянских университетах обозначаются такие дополнительные возможности для студентов, как публичные библиотеки, аренда мобильных ПК, кафетерии и учебные пространства) посвящена Луиджи Дивиети. Есть легенда, рассказывающая о «пианисте из ISU», человеке предположительно жившем здесь с рождения 50 лет назад и ставшим безнадёжным старым студентом университета.
В кампусе Леонардо студенты могут посидеть в Educafe, которое задумано как новое место на территории университета, где студенты могут встречаться и общаться или свободно посидеть в интернете. Educafe, вопреки своему очень ограниченному пространству, также является центром для проведения культурных мероприятий, которые проходят здесь каждый месяц.
Некоторые студенческие организации:
- BEST Milano[20] (аббр. от англ. Board of European Students of Technology), европейская некоммерческая политически нейтральная организация, сосредоточенная на правовых вопросах, созданная студентами для студентов и представленная более чем в 30 странах
- ESN[21] (European Student Network), некоммерческая организация, занимающаяся межвузовским студенческим обменом и поддерживающая проекты по обмену.
- Euroavia[22], организация созданная для привлечения студентов университета, интересующихся аэрокосмической техникой, и облегчения контактов с подобными организациями по всей Европе.
- Associazione Ingegneri Ambiente e Territorio[23], ассоциация студентов интересующихся вопросами охраны и рационального использования окружающей среды.
- Teatro delle Biglie[24] (рус. Театр шаров), независимая некоммерческая организация, появившаяся как театральная ассоциация.
- Poul (Politecnico Open Unix Labs)[25], студенческая ассоциация, состоящая из студентов интересующихся UNIX-подобными операционными системами.
- Студенческое отделение IEEE[26] в Миланском техническом университете.

### Возможность трудоустройства
Миланский технический университет хорошо известен по всей Европе. Последний опрос выпускников показал, что 60 % из них нашли работу в течение 3 месяцев после выпуска, и более 75 % в течение полугода. Это же действительно и в отношении бакалавров и магистров. Специализированная служба «Career Service» взаимодействует с выпускниками и производством, приглашает компании для проведения презентаций и подготавливает статистические данные о выпускниках. Она рассылает почти 200 предложений о работе в месяц и проводит 90 мероприятий связанных с поиском работы в год (большинство из них состоит из презентаций компаний с собеседованиями).

### Политическая жизнь
Сейчас в университете есть 3 основные политические группы:
- Lista aperta per il diritto allo studio («Открытый список для права на получение образования»), члены которой зачастую являются также членами движения Comunione e Liberazione. Движение является правым, хотя оно само определяет себя как не имеющее политической ориентации;
- La Terna Sinistrorsa—Liberi Studenti Democratici[29] («Левая система координат Свободные демократические студенты»), левосторонняя организация; название является игрой слов с декартовой системой координат и LSD;
- Студенческий союз Миланского технического университета (La Students' Union del Politecnico di Milano), вдохновлённый англосаксонскими студенческими группами, не является политически ориентированной и её основной целью является предоставление услуг студентам[30].
- Terzopolo—Centro Destra Universitario[31] («Третий полюс — Университетские правоцентристы»), сотрудничают с правой политической коалицией Casa delle Libertà;
- Movimento Universitario Padano («Паданское университетское движение»), связано с партией Lega Nord.

Участие в студенческих выборах, тем не менее, в целом низкое, обычно ниже 15 %, что является результатом общего низкого интереса к политике и низкого влияния избранных студентов на академические решения. Результаты последних выборов можно посмотреть на сайте университета.

### Критика
Миланский технический университет широко известен как избирательный и очень требовательный, из-за чего многим студентам требуется 1 или больше дополнительных лет для завершения обучения. Приблизительно 55 % студентов заканчивают обучение в первоначальный срок, и примерно 80 % из них выпускаются на год позже. Это же верно и для аспирантов.